# Gmina Trollhättan
Gmina Trollhättan (szw. Trollhättans kommun) – gmina w Szwecji, w regionie Västra Götaland, z siedzibą w Trollhättan.
Pod względem zaludnienia Trollhättan jest 42. gminą w Szwecji. Zamieszkuje ją 53 154 osób, z czego 49,7% to kobiety (26 418) i 50,3% to mężczyźni (26 736). W gminie zameldowanych jest 3073 cudzoziemców. Na każdy kilometr kwadratowy przypada 128,97 mieszkańca. Pod względem wielkości gmina zajmuje 197. miejsce.